# Eleições distritais no Distrito Federal em 1945
As eleições distritais no Distrito Federal em 1945 ocorreram em 2 de dezembro sob regras firmadas no decreto-lei n.º 7.586 e numa resolução do Tribunal Superior Eleitoral editada em 8 de setembro como parte das eleições no Distrito Federal, 20 estados e no território federal do Acre. Foram eleitos dois senadores e dezessete deputados federais membros da Assembleia Nacional Constituinte destinada a elaborar a Carta de 1946 restaurando o regime democrático após o Estado Novo.
Unidade federativa criada para assinalar o status do Rio de Janeiro como capital da República, o Distrito Federal esteve na Região Sudeste até a inauguração de Brasília em 21 de abril de 1960, quando foi transferido para o Centro-Oeste do país, deixando em seu lugar o estado da Guanabara cuja existência terminou em 15 de março de 1975 ao ser fundido com o Rio de Janeiro conforme a Lei Complementar n.º 20, aprovada no Governo Ernesto Geisel. Localizada a onze quilômetros de Niterói, então capital fluminense, a cidade do Rio de Janeiro possuía um eleitorado receptivo às teses de esquerda num embate com as forças da UDN, muito embora ocorresse uma "variação de siglas" dentro desse embate ideológico. Já no estado vizinho predominava a máquina do PSD sob o comando de Amaral Peixoto.
Nascido em Porto Alegre, o engenheiro Luís Carlos Prestes é formado pela Escola Militar do Realengo e sentou praça no Exército. A partir das revoltas surgidas do Tenentismo, liderou a Coluna Prestes e com o fim desta exilou-se na Bolívia, Argentina e Uruguai em meio a passagens clandestinas em território brasileiro. Após recusar uma aliança com Getúlio Vargas pouco antes da Revolução de 1930, foi trabalhar na União Soviética e lá estudou Marxismo. Integrado ao PCB em agosto de 1934, tomou parte na Intentona Comunista e foi preso no ano seguinte, fato que não o impediu de ocupar a secretaria-geral do "partidão" em 1943. Libertado nas vascas do Estado Novo, elegeu-se deputado federal pelo Distrito Federal, Pernambuco e Rio Grande do Sul, mas renunciou a esses mandatos para assumir a vaga de senador que lhe foi entregue pelos cariocas, mantendo-o até sua cassação em 1948.
Médico natural de Campos dos Goytacazes, Hamilton Nogueira é formado na Universidade Federal do Rio de Janeiro e trabalhou em Muzambinho antes de ingressar no magistério superior tanto na instituição onde se formou e em outras. Funcionário da inspetoria do Departamento Nacional de Saúde Pública, integrou o Instituto Hahnemanniano do Brasil e esteve ao lado de Jackson de Figueiredo no Centro Dom Vital. Membro da Academia Nacional de Medicina e fundador da Sociedade Brasileira de Antropologia e Etnologia, foi eleito senador na UDN em 1945, em sua estreia na vida política.

## Resultado da eleição para senador
Dados colhidos junto ao Tribunal Superior Eleitoral.
| Candidatos a senador da República     | Candidatos a suplente de senador | Número | Coligação           | Votação | Percentual |
| ------------------------------------- | -------------------------------- | ------ | ------------------- | ------- | ---------- |
| Luís Carlos Prestes PCB               | Abel Chermont PCB                | -      | PCB (sem coligação) | 157.397 | 17,66%     |
| Hamilton Nogueira UDN                 | Flávio da Silveira UDN           | -      | UDN (sem coligação) | 155.491 | 17,44%     |
| Abel Chermont PCB                     | Não havia -                      | -      | PCB (sem coligação) | 152.621 | 17,12%     |
| João Batista de Azevedo Ramos UDN     | Não havia -                      | -      | UDN (sem coligação) | 107.979 | 12,11%     |
| Augusto do Amaral Peixoto PSD         | Não havia -                      | -      | PSD (sem coligação) | 92.621  | 10,39%     |
| Mozart Lago PSD                       | Não havia -                      | -      | PSD (sem coligação) | 83.046  | 9,32%      |
| Andrade Ramos UDN                     | Não havia -                      | -      | UDN (sem coligação) | 45.095  | 5,06%      |
| Alencastro Guimarães PTB              | Não havia -                      | -      | PTB (sem coligação) | 26.406  | 2,96%      |
| Augusto Pinto de Lima PR              | Não havia -                      | -      | PR (sem coligação)  | 18.314  | 2,06%      |
| Júlio Cesário de Melo PPS             | Não havia -                      | -      | PPS (sem coligação) | 18.119  | 2,05%      |
| Francisco Solano Carneiro da Cunha PR | Não havia -                      | -      | PR (sem coligação)  | 16.217  | 1,82%      |
| Luís Caetano de Oliveira PRP          | Não havia -                      | -      | PRP (sem coligação) | 8.093   | 0,91%      |
| Luís Antônio da Costa Carvalho PRP    | Não havia -                      | -      | PRP (sem coligação) | 8.065   | 0,91%      |
| Tobias Filadelfo da Rocha PAN         | Não havia -                      | -      | PAN (sem coligação) | 861     | 0,09%      |
| Pedro Montagnes Gerpe PAN             | Não havia -                      | -      | PAN (sem coligação) | 541     | 0,06%      |
| Ruy Santiago PPS                      | Não havia -                      | -      | PPS (sem coligação) | 332     | 0,04%      |
| Fontes:                               |                                  |        |                     |         |            |

## Deputados federais eleitos
São relacionados os candidatos eleitos com informações complementares da Câmara dos Deputados.

Representação eleita
  PTB: 9
  PCB: 3
  UDN: 3
  PSD: 2

Fonteː
| Deputados federais eleitos | Partido | Votação | Percentual | Cidade onde nasceu          | Unidade federativa |
| João Amazonas              | PCB     | 18.379  |            | Belém                       | Pará               |
| Maurício Grabois           | PCB     | 15.243  |            | Salvador                    | Bahia              |
| Batista Neto               | PCB     | 14.177  |            | Fortaleza                   | Ceará              |
| Hermes Lima                | UDN     | 13.823  |            | Livramento de Nossa Senhora | Bahia              |
| Euclides Figueiredo        | UDN     | 11.846  |            | Rio de Janeiro              | Rio de Janeiro     |
| Jonas de Moraes Correia    | PSD     | 11.344  |            | Parnaíba                    | Piauí              |
| Jurandir Pires             | UDN     | 10.230  |            | Rio de Janeiro              | Rio de Janeiro     |
| José Romero                | PSD     | 8.932   |            | Rio de Janeiro              | Rio de Janeiro     |
| Ruy Almeida                | PTB     | 3.201   |            | São Luís                    | Maranhão           |
| Benjamin Farah             | PTB     | 2.035   |            | Corumbá                     | Mato Grosso do Sul |
| Vargas Neto                | PTB     | 1.750   |            | São Borja                   | Rio Grande do Sul  |
| Gurgel do Amaral           | PTB     | 1.022   |            | Rio de Janeiro              | Rio de Janeiro     |
| José Segadas Viana         | PTB     | 795     |            | Rio de Janeiro              | Rio de Janeiro     |
| Benício Fontenele          | PTB     | 753     |            | Itaocara                    | Rio de Janeiro     |
| Paulo Baeta Neves          | PTB     | 722     |            | Conselheiro Lafaiete        | Minas Gerais       |
| Antônio José da Silva      | PTB     | 592     |            | Mar de Espanha              | Minas Gerais       |
| Barreto Pinto              | PTB     | 537     |            | Vassouras                   | Rio de Janeiro     |
| Fontes:                    |         |         |            |                             |                    |